# 阮维扬
阮维扬（英語：John Yuen，1902—1989月11月8日），香港工业家、社会活动家、慈善家，中国制罐工业开创者。香港著名侨社苏浙同乡会（今香港蘇浙滬同鄉會）和蘇浙小學的主要创办人。浙江慈溪人。

## 生平
生于大清浙江省宁波府慈溪县观海卫镇福山阮家。早年赴上海求学，毕业于上海沪江大学经济系。毕业后在上海经商、兴办实业。
创立康元制罐厂，任经理，是中国现代化制罐的先驱企业。1923年，改作股份制企业。1924年，收购香港华溢制罐厂，改作香港分厂，始在香港发展。同年，在江苏扬州开设酱菜厂，涉足食品业。1924年11月，收购北门锁匙公司，改为康元五金部，康元于是成为综合企业。1927年，先后在新加坡、槟榔屿、泰国等东南亚国家开设代理处，成为跨国公司。
1930年夏，阮维扬因业务偏重，移居香港，涉足机械制造业和玩具业。抗日战争时期，因局势移居中国大后方三年。
1989年，于香港因病逝世，享年87岁。

## 慈善和社会活动
1938年，被推举为香港星五聚餐会总干事。
1947年，阮维扬等在香港发起创立了苏浙同乡会（今香港蘇浙滬同鄉會），现今为香港著名侨社。阮维扬被推举为香港苏浙同乡会第一任会长。之后又创立蘇浙小學，为香港教育做出了贡献。
1956年，上海沪江大学校友在台北商议“在台复校”，成立臺北市私立滬江高級中學，阮维扬任校务委员会委员。
1984年，出资为香港圣公会创立阮鄭夢芹小學，校址位于香港新界大埔，学校以自己妻子郑梦芹命名。
在1983年至1985年，1985年至1987年，1987年至1989年间，先后担任宁波旅港同乡会第九、十、十一届监事长。
曾任香港总商会副会长。
阮维扬在香港自设有印刷厂，故也涉足报业和印刷业。与香港文汇报主笔徐铸成相交，徐铸成在香港办报用人，多为阮维扬保举介绍，其广告科主任即为阮维扬侄阮大成。

## 家人
- 母親王氏，長子阮大明，1968年2月16日在民航公司010號班機空難中喪生。[9][10]
- 妻郑梦芹，1983年在瑞士旅游时因车祸不幸逝世。[2]
- 孫女阮培恩，孫婿鄭慕智。[1]

## 命名纪念
- 今香港聖公會阮維揚長者之家，又名恩愉軒
- 滬江大學阮維揚紀念研究生獎學金